# Liste d'abréviations de la conception et fabrication assistée par ordinateur
La conception et fabrication assistées par ordinateur ou CFAO utilise de nombreuses abréviations, dont on trouvera ci-dessous une liste non exhaustive
| Français   | Anglais | Signification |
| ---------- | ------- | --- |
| AU         | ESD     | Arrêt d'Urgence (Emergency ShutDown) |
| CAO        | CAD     | Conception Assistée par Ordinateur (Computer-Aided Design) |
| CFAO       | CAD/CAM | Conception et Fabrication Assistée par Ordinateur (Computer-Aided Design and Manufacturing)                                                                                |
| CN         | NC      | Commande Numérique (Numerical Control) |
| CNC        | CNC     | Commande Numérique par Calculateur (Computer Numerical Control) |
| DXF        | DXF     | Drawing eXchange Format, format d'échange de données du logiciel AutoCAD                                                                                                   |
| FAO        | CAM     | Fabrication Assistée par Ordinateur (Computer-Aided Manufacturing) |
| HM         | HM      | Hard Metal (carbure de tungstène) |
| HSS ou ARS | HSS     | High Speed Steel (Acier Rapide Supérieur pour les outils) |
| MLI        | PWM     | Modulation de Largeur d'Impulsion (Pulse-Width Modulation) : pour moduler un courant/une tension, etc.                                                                     |
| MO         | -       | Machine-Outil (machine-tool) |
| -          | MCU     | Machine Control Unit (directeur de commande) |
| MPG        | MPG     | Manual Pulse Generator : volant dont la rotation envoie des impulsions au contrôleur CNC pour une commande manuelle                                                        |
| NEMA       | NEMA    | National Electrical Manufacturers Association (États-Unis) : norme pour les moteurs pas à pas et les servomoteurs. Utilisée principalement pour les aspects dimensionnels. |
| PID        | PID     | Proportionnel, Intégrale, Dérivée : méthode de régulation d'asservissement                                                                                                 |
| STL        | STL     | STéréoLithographie (STereoLithography) : format de fichier pour la géométrie des volumes                                                                                   |

CAE/CAD/CAM Computer-Aided Engineering, Design and Manufacturing (ingénierie, conception et fabrication assistées par ordinateur)